# Cerkiew Podwyższenia Krzyża Świętego w Szwajkowcach
Cerkiew Podwyższenia Krzyża Świętego w Szwajkowcach – drewniana filialna cerkiew greckokatolicka (Ukraińska Cerkiew Greckokatolicka), we wsi Szwajkowce (hromada Zawodśke, rejon czortkowski, obwód tarnopolski) na Ukrainie.
Cerkiew została zbudowana w 1734. Należy do parafii w Hadyńkowcach.